# Emily Rios

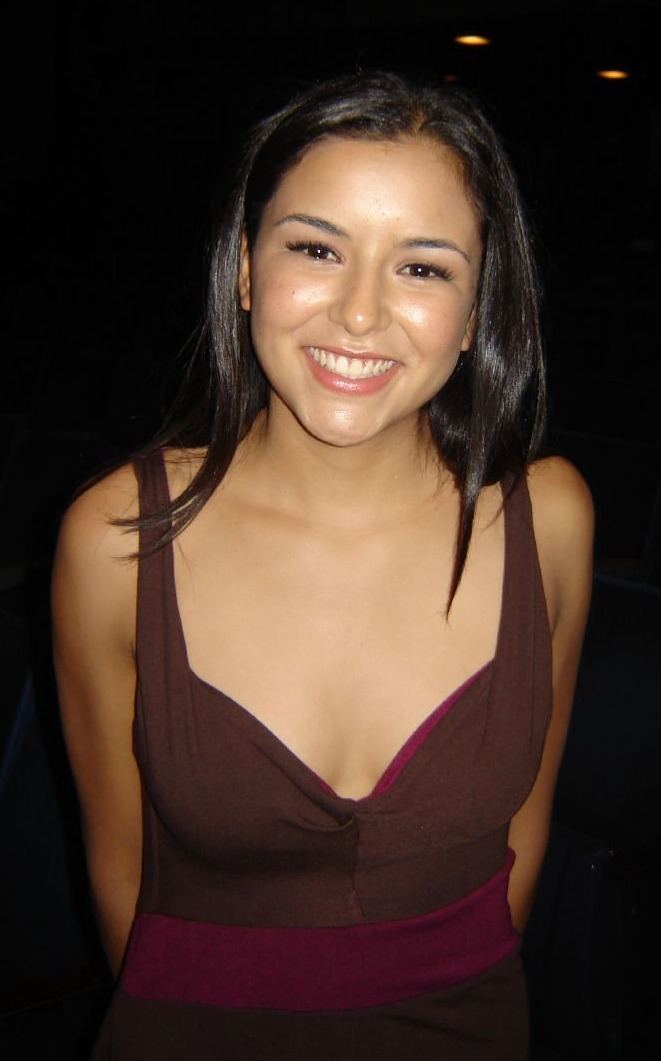
Emily Rios im Jahre 2006

Emily Clara Rios (* 27. April 1989 in Los Angeles, Kalifornien) ist eine mexikanischstämmige US-amerikanische Schauspielerin und Model. Bekanntheit erlangte sie vor allem durch ihr Filmdebüt im 2006 veröffentlichten Film Der 15. Geburtstag, welcher unter anderem auch unter dem Namen Quinceañera bekannt ist. In diesem Spielfilm war die zu diesem Zeitpunkt noch minderjährige Rios in der Hauptrolle zu sehen und kam fortan zu einer Anzahl an Engagements an international ausgestrahlten Filmen und Fernsehserien.

## Leben und Karriere
Ihre Film- und Fernsehkarriere begann die mexikanisch-US-amerikanische Emily Rios, die den Zeugen Jehovas angehört und in den kalifornischen Städten El Monte und West Covina aufwuchs, noch im Jugendalter, als sie beim Shoppen in einem Einkaufszentrum entdeckt wurde und bald darauf nicht nur als Model, sondern auch als Darstellerin im Film eingesetzt wurde. Ihren ersten nennenswerten Filmauftritt hatte sie sogleich noch im Jahre 2005, als sie im rund zwölfminütigen Kurzfilm For Them zum Einsatz kam und darin gleich in einer der Hauptrollen vertreten war. Dies tat sie schließlich auch im Jahre 2006 veröffentlichten und für mehrere Filmpreise nominierten bzw. mehrfach ausgezeichneten Film Der 15. Geburtstag gleich, wo man sie abermals in der Hauptrolle zu sehen bekam. Für die Rolle der Magdalena wurde Rios 2007 mehrfach nominiert, unter anderem für einen ALMA Award in der Kategorie „Outstanding Actress – Motion Picture“, einen NAACP Image Award in der Kategorie „Best Actress – Film“, sowie einen Young Artist Award in der Kategorie „Best Performance in a Feature Film – Leading Young Actress“, wobei das junge Schauspieltalent jedoch keinen der Preise entgegennehmen durfte. Dies bedeutete gleichzeitig auch den Durchbruch für die Hobbysportlerin, die einst selbst von einer Karriere als Profibasketballspielerin träumte. Danach wurde Emily Rios Jahr für Jahr in zahlreiche international bekannte Produktionen eingesetzt und kam dabei zum Teil auch über Gast- und Kurzauftritte hinaus.

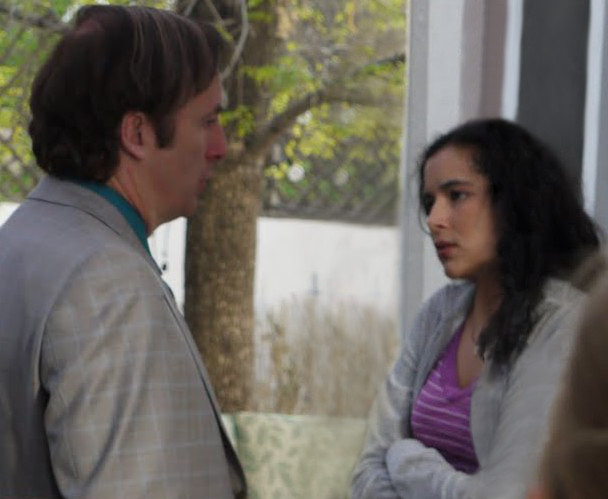
Bob Odenkirk und Emily Rios 2011 beim Dreh der Breaking-Bad-Episode 4x08 Hermanos

Nachdem sie im Jahre 2007 noch im Spielfilm The Blue Hour und im Kurzfilm The Stain on the Sidewalk zum Einsatz gekommen war, hatte sie mit einem Gastauftritt in Emergency Room ihren ersten Auftritt in einer namhaften Fernsehserie. Weitere solcher Auftritte sollten bereits ab dem Folgejahr folgen (Auftritte in jeweils einer Episode von The Closer und Dr. House). 2008 war sie unter anderem mit dem Profiskateboarder Paul Rodriguez im Film Vicious Circle zu sehen. Ab 2009 steigerten sich Rios Beschäftigungen und Engagements allmählich, wobei sie neben einigen Filmauftritten, wie zum Beispiel in Down for Life und The Winning Season ab diesem Jahr auch in einer Nebenrolle in der Fernsehserie Men of a Certain Age zum Einsatz kam, wo sie es als Maria bis 2011 auf eine Bilanz von Auftritten in zwölf verschiedenen Episoden brachte. Parallel dazu sammelte sie im Jahre 2010 in Love Ranch und Pete Smalls Is Dead weitere Erfahrung im Filmgeschäft, wurde aber gleichzeitig auch in Fernsehserien wie Friday Night Lights (vier Episoden von 2010 bis 2011) oder Breaking Bad (zehn Episoden von 2010 bis 2013) eingesetzt. Ebenfalls 2010 bzw. 2011 wurde sie für ein Engagement im Kinofilm Big Mama’s Haus – Die doppelte Portion, dem dritten Teil dieser Filmreihe mit Martin Lawrence, gebucht. Im Film sah man sie schließlich in der nicht unwesentlichen Rolle der Isabelle. Einen weiteren Auftritt hatte die junge Schauspielerin 2011 auch in einer Folge der nur kurzlebigen US-Polizeiserie Prime Suspect.
2013–2014 spielte Rios in der FX-Krimiserie The Bridge – America die Rolle der Adriana Mendez, die in der zweiten Staffel zu einer Hauptrolle ausgebaut wurde.
Seit 2017 spielt Rios in der FX-Serie Snowfall die Rolle der Lucia Villanueva.

## Filmografie (Auswahl)
Filmauftritte (auch Kurzauftritte)
- 2005: For Them (Kurzfilm)
- 2006: Der 15. Geburtstag (Quinceañera)
- 2007: The Blue Hour
- 2007: The Stain on the Sidewalk (Kurzfilm)
- 2008: Vicious Circle
- 2009: Down for Life
- 2009: The Winning Season
- 2010: Love Ranch
- 2010: Pete Smalls Is Dead
- 2011: Big Mama’s Haus – Die doppelte Portion (Big Mommas:Like Father Like Son)
- 2018: If Beale Street Could Talk

Serienauftritte (auch Gast- und Kurzauftritte)
- 2007: Emergency Room – Die Notaufnahme (ER, 1 Episode)
- 2008: The Closer (1 Episode)
- 2008: Dr. House (1 Episode)
- 2009–2011: Men of a Certain Age (12 Episoden)
- 2010–2011: Friday Night Lights (4 Episoden)
- 2010–2013: Breaking Bad (9 Episoden)
- 2011: Prime Suspect (1 Episode)
- 2013: Almost Human (Episode 1x03)
- 2013–2014: The Bridge – America (The Bridge)
- 2014: Grimm (1 Episode)
- 2015: True Detective (1 Episode)
- 2015: Criminal Minds (1 Episode)
- 2017–2018: Snowfall (18 Episoden)

## Nominierungen
- 2007: ALMA Award in der Kategorie „Outstanding Actress – Motion Picture“ für ihr Engagement in Der 15. Geburtstag
- 2007: NAACP Image Award in der Kategorie „Best Actress – Film“ für ihr Engagement in Der 15. Geburtstag
- 2007: Young Artist Award in der Kategorie „Best Performance in a Feature Film – Leading Young Actress“ für ihr Engagement in Der 15. Geburtstag[3]